# Santar e Moreira
Santar e Moreira (oficialmente: União de Freguesias de Santar e Moreira) é uma freguesia portuguesa do município de Nelas, com 16,3 km² de área e 1411 habitantes (censo de 2021). A sua densidade populacional é 86,6 hab./km².

## História
Foi criada aquando da reorganização administrativa de 2012/2013,  resultando da agregação das antigas freguesias de Santar e Moreira.

## Demografia
A população registada nos censos foi:
| Distribuição da População por Grupos Etários | Distribuição da População por Grupos Etários | Distribuição da População por Grupos Etários | Distribuição da População por Grupos Etários | Distribuição da População por Grupos Etários | Distribuição da População por Grupos Etários |
| -------------------------------------------- | -------------------------------------------- | -------------------------------------------- | -------------------------------------------- | -------------------------------------------- | -------------------------------------------- |
| Antes da agregação                           |                                              |                                              |                                              |                                              |                                              |
| Ano                                          | 0-14 anos                                    | 15-24 anos                                   | 25-64 anos                                   | >= 65 anos                                   | Total                                        |
| 2001                                         | 236                                          | 277                                          | 897                                          | 453                                          | 1863                                         |
| 2011                                         | 171                                          | 154                                          | 827                                          | 485                                          | 1637                                         |
| Após a agregação                             |                                              |                                              |                                              |                                              |                                              |
| Ano                                          | 0-14 anos                                    | 15-24 anos                                   | 25-64 anos                                   | >= 65 anos                                   | Total                                        |
| 2021                                         | 123                                          | 109                                          | 626                                          | 553                                          | 1411                                         |